# Leninszkoje (Kirovi terület)
Leninszkoje (oroszul: Ленинское) városi jellegű település Oroszország Kirovi területén, a Sabalinói járás székhelye.
Lakossága: 5054 fő (a 2010. évi népszámláláskor).

## Fekvése
A Kirovi terület nyugati részén, Kirov területi székhelytől 200 km-re fekszik. Vasútállomás (Sabalino) a transzszibériai vasútvonal északi ágának Sarja–Kotyelnyics közötti szakaszán.

## Története
A településnek eredetileg nevet adó Bogorogyica-templom (Istenanya-templom) 1854-ben épült, ezt tekintik a falu alapítási évének. Bogorodszkoje falu nevét 1924-ben Leninszkojere változtatták. 1929-ben lett járási székhely, 1945-ben városi település kategóriába sorolták.
A vasútvonal a 20. század elején épült, nyomvonalát eredetileg a mainál kissé északabbra, Sabalinci falu mellett jelölték ki. Bár az építés tervét módosították, az állomás neve az eredetileg megállapított Sabalino maradt.